# Neolissochilus paucisquamatus
Neolissochilus paucisquamatus är en fiskart som först beskrevs av Smith, 1945.  Neolissochilus paucisquamatus ingår i släktet Neolissochilus och familjen karpfiskar. IUCN kategoriserar arten globalt som livskraftig. Inga underarter finns listade i Catalogue of Life.